# Violència institucional
La violència institucional és la violència simbòlica o d'altre tipus exercida per agents governamentals, jurídics i funcionaris en compliment de les seves funcions, incloent normes, protocols, pràctiques i privacions en regiment d'una o més persones. Es caracteritza per l'ús de poder per a causar dany i reforçar els mecanismes establerts de dominació.